# ان‌جی‌سی ۱۹۴
ان‌جی‌سی ۱۹۴ (انگلیسی: NGC 194) نام یک کهکشان در صورت فلکی ماهی است.